# Gideon Toury

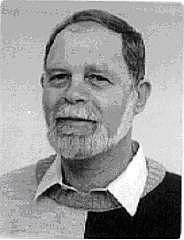
Gideon Toury (2013)

Gideon Toury (* 6. Juni 1942 in Haifa; † 4. Oktober 2016 in Tel Aviv) war ein israelischer Professor für Literaturtheorie, Komparatistik und Übersetzungstheorie an der Universität Tel Aviv sowie als Übersetzer tätig.

## Leben
Gideon Toury wurde 1942 als Sohn des Historikers Jacob Toury (1915–2004) in Haifa geboren und vollendete 1960 sein Abitur an der Reali School in Haifa. 1970 schloss er sein Studium in Hebräischer Literatur an der Universität Tel Aviv ab und promovierte 1977 im Fach Literaturtheorie.

## Schaffen
In der Zeit von 1970 bis 1983 arbeitete er zusammen mit Benjamin Harshav, Itamar Even-Zohar und Menachem Perry aktiv an der Zeitschrift „Literatur“ und gab seit 1989 eine internationale Zeitschrift zur Übersetzung, „Target: International Journal of Translation Studies“ genannt, heraus, deren Gründer er auch war. Weiterhin war er Herausgeber der „Benjamins Translation Studies“.
Im Jahr 1989 war er der erste Professor der Research Summer School des Centre for Translation Studies (CETRA), einem Forschungsprogramm für Übersetzungswissenschaft, das im selben Jahr an der Universität Leuven ins Leben gerufen wurde. Er war bei weiteren internationalen Forschungsgemeinschaften, wie zum Beispiel der International Comparative Literature Association (ICLA) oder der Association Internationale de Linguistique Appliquée (AILA) tätig und von 2011 bis 2004 stellvertretender Präsident der European Society for Translation Studies (EST).
Im Jahr 1991 wurde er ordentlicher Professor und war zwischen 1996 und 2000 Leiter der School of Cultural Studies an der Universität Tel Aviv.

## Forschung
Der Forschungsschwerpunkt von Gideon Toury war die Übersetzungstheorie, wobei er ein Vertreter der Descriptive Translation Studies (DTS) war.
Seine Dissertation mit dem Titel „Translational Norms and Literary Translation into Hebrew, 1930–1945“ wurde im Jahr 1977 veröffentlicht und enthält eine systematische Darstellung von Übersetzungsnormen, auf deren Grundlage er einen Zeitabschnitt der literarischen Übersetzung ins Hebräische beschreibt.
1980 veröffentlichte er „In Search of a Theory of Translation“, welches eine Sammlung von theoretischen Abhandlungen umfasst. Er diskutiert darin sowohl die theoretische als auch die praktische Beeinflussung von Übersetzung innerhalb der DTS und das Übersetzungsverhalten in Abhängigkeit von kulturellen Aspekten zwischen Ausgangs- und Zielkultur.
In seinem Werk „Descriptive Translation Studies and Beyond“ von 1995 greift er auf sein zweites Buch zurück und erläutert den methodologischen Zusammenhang von Kontext, das heißt, Ausgangs- und Zielkultur, und Übersetzung anhand von Beispielen aus dem Bereich der Literaturübersetzung.
Die DTS vereint unter anderem Arbeiten von Gideon Toury, Itamar Even-Zohar und André Lefevere. Sie stellt einen deskriptiven und zieltextorientierten Ansatz dar, welcher eine nicht-präskriptive, historisch ausgerichtete und kontextsensitive Konzeption beinhaltet und seinen Schwerpunkt auf das Gebiet der literarischen Übersetzung legt. Das Bestreben der DTS liegt darin, „Übersetzungen in ihren tatsächlichen Erscheinungsformen, mit all ihren Fehlern und Schwächen, als historische und kulturelle Phänomene zu betrachten“, womit die Funktion von Übersetzung in Gesellschaft und Geschichte untersucht werden sollte. Des Weiteren sei es laut Gideon Toury wichtig zu erforschen, weshalb bestimmte Texte in einer bestimmten Kultur als Übersetzung gelten. Die Konsequenzen, die sich aus diesem neuen Ansatz ergaben, waren die Fokussierung der Untersuchungen auf die Zielkultur, wobei die jeweilige Rezeption mit Hilfe der Polysystemtheorie erklärt werden konnte, und die Infragestellung des Äquivalenzkonzepts, das nach der Auffassung von Gideon Toury seine Bedeutung verliert, wenn man davon ausgeht, dass „jeder Text als Übersetzung gilt, der in einer Kultur als Übersetzung akzeptiert wird“. Der Beitrag der DTS besteht in der Betrachtung des Kontexts als wichtigen Bestandteil der Übersetzungsforschung – eine Erkenntnis, die auch von anderen Disziplinen aufgenommen wurde –, aber auch in der Bewusstmachung der „Vielfalt und Relativität der verschiedenen Übersetzungsbegriffe“, die sowohl die zu betrachtenden Texte aber auch den Forscher selbst beeinflussen.

## Übersetzung
Er war seit den 1960er Jahren als Übersetzer tätig. Seine Arbeiten in diesem Bereich umfassen in der Zeit von 1970 bis 1995 über 30 Literaturübersetzungen, darunter Werke von Ernest Hemingway, Günter Grass, Heinrich Böll und Thomas Mann. Die Übersetzungen, die er im wissenschaftlichen Bereich angefertigt hat, sind im Bereich der Linguistik, Semiotik, Literatur, Literaturkritik und der Übersetzungswissenschaft zu finden.

## Publikationen
Die folgende Auflistung seiner Publikationen findet sich auf der Website mit der Angabe weiterer Artikel, die in wissenschaftlichen Zeitschriften und Sammelbänden veröffentlicht wurden.

### Forschung
- Translational Norms and Literary Translation into Hebrew, 1930–1945. The Porter Institute for Poetics and Semiotics, Tel Aviv University, Tel Aviv 1977.
- In Search of a Theory of Translation. The Porter Institute for Poetics and Semiotics, Tel Aviv University, Tel Aviv 1980.
- Descriptive Translation Studies and Beyond. John Benjamins, Amsterdam/Philadelphia 1995.

### Übersetzung
- Sheila Burnford: The Incredible Journey. 1970.
- John Masefield: The Midnight Folk. 1971.
- Francis Scott Fitzgerald: The Great Gatsby. 1974.
- Arthur Miller: All My Sons. 1976.
- Günter Grass: Katz und Maus. 1976.
- Ernest Hemingway: A Moveable Feast. (3 Kap.)
- Ford Madox Ford: The Good Soldier. 1977.
- Clive Staples Lewis: The Magician's Nephew. 1978.
- Uwe Johnson: Zwei Ansichten. 1978.
- Clive Staples Lewis: The Voyage of the 'Dawn Treader'. 1979.
- Jerome David Salinger: The Laughing Man. 1979.
- Peter Handke: Die Angst des Tormanns beim Elfmeter. 1979.
- Beverly Cleary: Henry Huggins. 1979.
- Clive Staples Lewis: Prince Caspian. 1980.
- John Cheever: Falconer. 1981.
- Thomas Pynchon: Mortality and Mercy in Vienna. 1981.
- John Steinbeck. The Moon Is Down. 1981.
- Clive Staples Lewis: The Horse and His Boy. 1982.
- Christiane Felscherinow: Wir Kinder vom Bahnhof Zoo. 1982.
- Clive Staples Lewis: The Silver Chair. 1983.
- Mark Twain: A Connecticut Yankee in King Arthur's Court. 1983.
- Clive Staples Lewis: The Last Battle. 1984.
- Heinrich Böll: Das Vermächtnis. 1984.
- John Cheever: Bullet Park. 1985.
- Ernest Hemingway: For Whom the Bell Tolls. 1986.
- Arthur Conan Doyle: The Lost World. 1986.
- Heinrich Mann: Szene. 1987.
- Thornton Wilder: The Bridge of San Luis Rey. 1988.
- Gert Hofmann: Auf dem Turm. 1991.
- Nevil Shute: Pied Piper. 1991.
- Heinrich Böll: Two short stories. 1993.
- Thomas Mann: Königliche Hoheit. 1994.
- Cormac McCarthy: All the Pretty Horses. 1995.